# Belfeld
Belfeld (limburgisch Belvend) ist ein Dorf und war früher eine Gemeinde in der niederländischen Provinz Limburg. Belfeld ist seit der Eingemeindung 2001 der südlichste Stadtbezirk der Stadt Venlo mit 5.575 Einwohnern (Stand: 1. Januar 2024). Nachbarorte sind Tegelen, Steyl, Kaldenkirchen und Reuver.

## Name
Möglicherweise geht der Name des Dorfes auf die germanische Bezeichnung "bala" (weiß) zurück, dass "weißfarbiges Moor" bedeutet.

## Geschichte
Die früheste Erwähnung Belfelds stammt aus dem Jahr 1326. Es handelt sich um ein Schriftstück, worin der Name eines Sprosses des geldrischen adligen Geschlechts Van Broeckhuysen erwähnt wird. Ihm wurde aufgetragen, die jülicher Lehnschaft in Brüggen zu bebauen und zu bewohnen. Er musste auf sein Grundstück und auf seine Besitztümer in "Belven" verzichten. Der Ort Belfeld wurde unter mehrere Namen erwähnt: "Beblevelt", "Bollevelt" und "Belsveldt". Ab 1800 wird immer "Belfeld" geschrieben.
Das Zentrum Belfelds wurde im Zweiten Weltkrieg schwer beschädigt. Nach dem Krieg wurde das Zentrum verlegt.
Belfeld liegt in einem Gebiet mit umfangreichen Tonvorkommen. In der Römerzeit gab es schon Töpferei- und Ziegelei-Öfen in dem heutigen Nachbardorf Tegelen. 2000 wurde die letzte Dachziegelfabrik in Belfeld geschlossen.

## Politik

### Sitzverteilung im Gemeinderat
Bis zur Auflösung der Gemeinde ergab sich seit 1982 folgende Sitzverteilung:
| Partei                    | Sitze | Sitze | Sitze | Sitze | Sitze |
| Partei                    | 1982  | 1986  | 1990  | 1994  | 1998  |
| ------------------------- | ----- | ----- | ----- | ----- | ----- |
| Belfeldse Democraten      | —     | —     | 3     | 3     | 5     |
| CDA                       | 3     | 3     | 2     | 4     | 3     |
| VVD                       | 1     | 1     | 1     | 2     | 2     |
| Progressieve Partij ’94 a | —     | 2     | 1     | 1     | 1     |
| Lijst Scholte             | 2     | 1     | 1     | 1     | —     |
| Lijst1-86 b               | 5     | 4     | 3     | —     | —     |
| Gesamt                    | 11    | 11    | 11    | 11    | 11    |

Anmerkungen

## Persönlichkeiten
- Arno Adams (1957), Sänger und Komponist
- Marco Gielen (1970), Langstreckenläufer
- Annemiek Jetten (1963), Bürgermeisterin der südholländischen Gemeinde Vlaardingen
- Marita Mathijsen (1944), Literaturwissenschaftler
- Louise Schouwenberg (1954), Autorin und Bildhauerin
- Sander Schutgens (1975), Langstreckenläufer und Botschafter Venloop
- Harry Seijben (1932–1978), Unternehmer, Politiker (Ratsmitglied 1958–1978 und Beigeordnete 1966–1978)
- Leo Stevens (1944), Steuerfachmann an der Erasmus-Universität Rotterdam, Financieele Dagblad
- FeestDJRuud (1986), Live-DJ
- René Begas (1970) Kameramann, Regisseur, Gewinner Deutscher Kamerapreis 2016